# أحمد العبيدلي
أحمد العبيدلي صحفي وفنان بحريني.

## النشأة والتعليم
تلقى تعليما متعدد الفلسفات التربوية: فمن التعليم الأميركي في أثناء دراسته في الجامعة الأميركية في بيروت في بواكير دراسته الجامعية الأولى إلى التعليم التقليدي الإسلامي حين انتمى للمعهد العالي للدراسات الإسلامية التابع لجامعة المقاصد في بيروت فدرس الفقه وأصول الدين وعلوم الحديث الشريف كما درس أسس الديانة المسيحية على يد رجال دين مسيحيين. حصل على دبلوم في البورتريه من مدرسة هيثرلي للفنون الجميلة. درس الفنون الجميلة لنيل درجة البكالوريوس في جامعة هيرتفوردشاير. تلقى تعليما حسب النظام الإنجليزي إبان دراسته لتحضير رسالة الدكتوراه في جامعة كامبريدج.

## المسيرة المهنية
عمل محاضر في جامعة البحرين وتنوعت اهتماماته بين التاريخ وممارسة الفن والعمل في مجال الحاسوب المتعدد اللغات.
كتب في عدد من الصحف العربية في بريطانيا ولبنان والبحرين وكان من الكتاب المؤسسين للمجلة الثقافية المصباح التي برزت في بيروت.
عمل باحثا في مدارس عمانية وفي جامعة المقاصد في بيروت وجامعة درم وجامعة كامبريدج في بريطانيا وجامعة البحرين.
أسس أثناء دراسته في جامعة كيمبردج وإقامته اللاحقة بها كزميل مساعد مشروعا عرف باسم المؤتمر والمعرض العالمي للحاسوب المتعدد اللغات.
أسس مجموعتين فنيتين أثناء وجوده في بريطانيا: فرم ذ إدج ومجموعة جروب 4 آرت وهي تضم مجموعة من الفنانين العرب المقيمين في المهجر.
اكتشف أثناء عمله في جامعة المقاصد نسخة كاملة لديوان شعري بقلم الخطاط العربي ياقوت المستعصمي.
ينتمي أسلوبه لفترة ما بعد الحداثة من حيث رؤية الفن في أي إبداع كان تجريديا (كما في أعماله التي تستخدم خامة المنتشرات المائية) أو واقعيا حديثا كما في أعماله بالزيت أو الجرافيك.

## المؤلفات
نشر عددا من الكتب باللغتين العربية والإنجليزية تأليفا ومشاركة وترجمة: من بينها: الإمام عزان بن قيس (1868 - 1871) ومقالات في العلوم وهي مجموعة لمحمد عبد السلام (المسلم الوحيد الفائز بجائزة نوبل للفيزياء) وكتاب «البحث عن دلمون» لجفري ببي.